# Сойні
Сойні (фін. Soini) — громада в провінції Південна Остроботнія, Фінляндія. Загальна площа території — 574,24 км, з яких 22,17 км² — вода. 

## Демографія
На 31 січня 2011 року в громаді Сойні проживало 2385 чоловік: 1219 чоловіків і 1166 жінок. 
Фінська мова є рідною для 99,29% жителів, шведська — для 0,21%. Інші мови є рідними для 0,5% жителів громади. 
Віковий склад населення: 
- до 14 років — 16,48%
- від 15 до 64 років — 58,83%
- від 65 років — 24,95%

Зміна чисельності населення за роками:  
| Рік  | Чисельність |
| ---- | ----------- |
| 1980 | 3038        |
| 1990 | 3026        |
| 2000 | 2799        |
| 2010 | 2391        |
| 2011 | 2385        |